# Nonnenbach (Blankenheim)
Nonnenbach ist ein Ortsteil von Blankenheim (Ahr) im Kreis Euskirchen in Nordrhein-Westfalen im Mittelgebirge Eifel.

## Lage
Der Ort liegt knapp 3 km südlich des Hauptortes der Gemeinde Blankenheim. Durch Nonnenbach führt die Kreisstraße 69 (Blankenheim – Ripsdorf). Die zwischenzeitlich für den Durchgangsverkehr gesperrte frühere Kreisstraße 70 verband den Ort auf direktem Weg mit der Bundesstraße 258. Etwa 3,5 km westlich, unweit der Bundesstraße 51 entspringt der Nonnenbach, der in West-Ost-Richtung nördlich an Nonnenbach vorbeifließt und etwa 3 km östlich des Ortes in die Ahr mündet. Die Bebauung des landwirtschaftlich geprägten Ortes zieht sich von 460 m NHN bis auf rund 500 m südlich des Baches, wobei der Kernort um die Kapelle auf einer Höhe von etwa 470 m liegt.
Nordwestlich des Ortes und an der Nordseite des Nonnenbachs liegt der sogenannte Schlemmershof, eine ursprüngliche Einzelhofanlage in deren Umfeld weitere Höfe entstanden. Unterhalb des Schlemmerhofes fließt als linker Zufluss der Günzelbach in den Nonnenbach. Rund 750 m bachaufwärts zudem der Seidelbach. Etwa 1 km östlich von Nonnenbach findet sich am Rand des Forstes Salchenbusch das gleichnamige Forsthaus. 

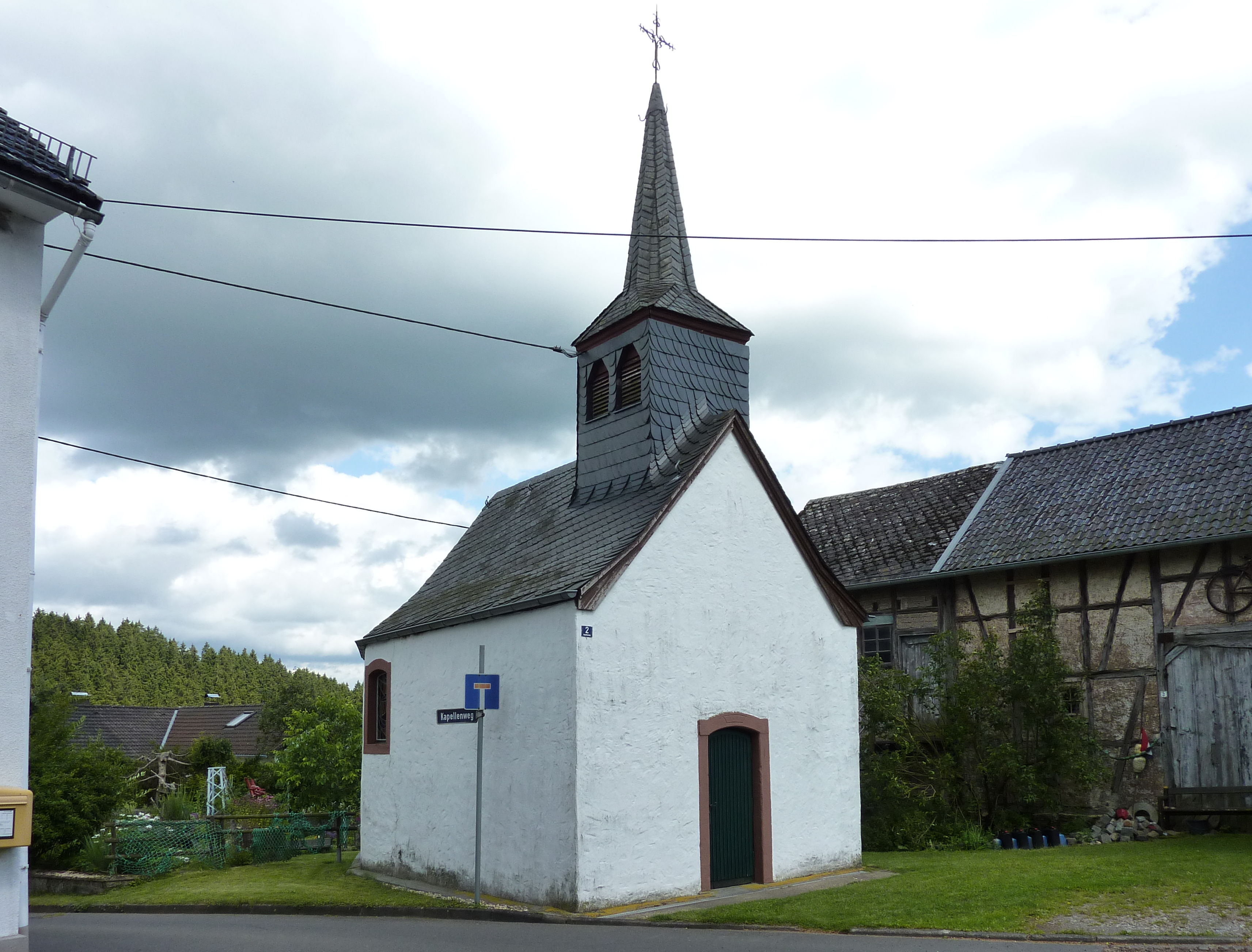
Kath. Kapelle St. Michael und Brigida

Die Kapelle St. Michael und Brigida stammt aus dem Jahre 1851. Der Ort gehörte von Alters her zur Pfarrei und früheren Gemeinde Ripsdorf. Der Schlemmershof wiederum war zu Blankenheimerdorf gehörig, auf dessen Gemarkung er auch heute noch liegt. Nördlich des Nonnen- bzw. Günzelbachs grenzt die Gemarkung Blankenheim an. Westlich von Nonnenbach, zwischen der heutigen Bundesstraße 51, dem Nonnenbach selbst und dem Seidenbach lagen bis zur Mitte des 19. Jahrhunderts noch weitere Höfe, deren Ortslage nach Verkauf und ihrer nachfolgenden Auflassung durch die Natur bis zur Unkenntlichkeit verschwanden: Schneppenerhof, Fritzenhof, Manderscheiderhof und Biertherhof.
Im 291 ha großen Naturschutzgebiet Nonnenbachtal und Seitentäler mit Froschberg und Gillenberg gibt es besondere Tier- und Pflanzenvorkommen, darunter seltene Schmetterlings- und Orchideenarten.

## Verkehr
Die VRS-Buslinie 833 der RVK verbindet den Ort mit Blankenheim, Ripsdorf und Waldorf, ausschließlich als TaxiBusPlus im Bedarfsverkehr.
| Linie | Verlauf |
| ----- | --- |
| 833   | MiKE (außer im Schülerverkehr): (Finkenhof –) Blankenheim Busbf – Blankenheim Rathaus – Hüngersdorf / Nonnenbach – Ripsdorf – Dollendorf / (Alendorf – Waldorf) |